# Кънчо Цанев
Кънчо Денчев Цанев е български резбар, професор в Националната художествена академия. Той е сред най-значимите представители на българската дърворезба от втората половина на XX в. Той не само продължава традициите на Тревненската резбарска школа, на чийто постижения стъпва, но ги доразвива и обогатява с ново философско съдържание.

## Биография
Роден е на 21 юли 1934 г. в село Бахреци, община Трявна. Завършва Техникума по дърворезба и вътрешна архитектура в Трявна в класа на един от последните възрожденски майстори – Сава Антонов (1952).
Работи в дърводелското предприятие „Изкуство“ в Трявна, където прави дърворезбовани мебели за износ, а след това в „Народно творчество“ в София.
През 1960 г. се дипломира в Художествената академия в София, специалност „Дърворезба“ при проф. Асен Василев.
Преподавател в Техникума по дърворезба и вътрешна архитектура в Трявна. Главен художник на град Габрово и директор на художествената галерия „Христо Цокев“ в същия град.
От 1975 г. е доцент, а от 1983 г. – професор в Художествената академия в София. Бил е завеждащ катедра „Резба“, заместник-декан и декан на Приложния факултет, заместник-ректор на Висшия институт за изобразителни изкуства „Николай Павлович“ в София.
Баща на дърворезбаря и скулптор Роберт Цанев и на изкуствоведа и художник Петер Цанев.
Умира на 10 януари 2011 г. в София. Погребан е в Централните софийски гробища.

## Творчество
По-големи проекти
- ритуалните зали на градския съвет във Велико Търново и Хлебарово;
- кметството и училището в Боженците;
- два тавана на възрожденските къщи в Стария Пловдив и кьошковете около джамията там;
- Монументална дърворезба на Кънчо Цанев е съхранена в българските посолства в Бон, Москва и Тунис;
- Слънцето, което грее на тавана в Дом 1 на резиденция „Бояна“, е негово дело. Поканил го архитект Александър Баров. Трябвало да работи с професора си Асен Василев, но той вече бил възрастен и подканил ученика си: вземи най-голямата зала. Залата е известна като „Слънчевата зала“. Работили заедно с Антон Дончев, друг известен съвременен дърворезбар, също тревненец. Пак заедно са изработили монументалните пана във фоайето на НДК. Там Кънчо Цанев е направил единствената и до днес кръгла скулптура от дърво, „Самодива“.
- Една от последните му мащабни творби е таван в представителството на „Газпром“ в София.[1]

Иконостаси
- Иконостас на църквата „Св. Никола“ – Харманли,
- Иконостас на църквата „Св. Димитър“ – с. Бресте, Белослатинско,
- Иконостас на църквата „Успение Богородично“ – Пампорово (1999),[6]
- Иконостас на църквата „Въведение Богородично“ – Италиански лицей, кв. Горна баня, София (2000),
- Иконостас на църквата „Св. Никола“ – с. Бързия, Берковско (2003),
- Иконостас на църквата „Св. Иван Рилски“ – с. Добри дял,
- Иконостас на църквата „Свети Висарион Смоленски“ в Смолян (2002-2006).[7]

Работи в Трявна
- Скулптурно оформление на „Моста на занаятите“ – камък, 3 фигури, в авторски колектив с Георги Дойнов;
- Паметник на Незнайния строител, площад пред железопътна гара Трявна, камък, в авторски колектив с Георги Дойнов;
- Стенно пано в хотел „Панорама“;
- Два резбовани тавана за хотелски апартаменти и декоративна колона в централното фоайе на хотел „Трявна“.[2]

## Признание и награди[2]
- Втора награда от Обща художествена изложба на приложните изкуства, присъдена от СБХ,
- Голямата награда за приложни изкуства на СБХ,
- Първа награда от Обща художествена изложба на приложните изкуства – Ямбол,
- награда за цялостно творчество „Принос в българското изкуство“, присъдена от Съюза на българските художници,
- орден „Кирил и Методий“, втора степен,
- орден „1300 години България“,
- званията „Заслужил художник“ и „Народен художник“.

Удостоен е със званието Почетен гражданин на град Трявна на 1 ноември 2009 г.

## Филмография
- Професор Кънчо Цанев – резбарят (36:37 мин.), документален филм, автори: д-р Радослав Спасов, д-р Цаньо Митев-Ошански; отг. оператор Пламен Соловей, режисьор Пенка Шопова